# عبد الله بن محمد الباجي
أبو محمد عبد الله بن محمد بن علي بن شريعة اللخمي الإشبيلي المشهور بابن الباجي، فقيه مالكي، وهو أبو القاضي الإشبيلي أحمد بن عبد الله الباجي.
ولد ابن الباجي سنة 291 هـ. سمع عن: محمد بن عبد الله بن القوق، وعبد الله بن يونس القبري، والزاهد سيد أبيه، وسعيد بن جابر الإشبيلي، ومحمد بن عمر بن لبابة، وأسلم بن عبد العزيز ومحمد بن فطيس، وطبقتهم.
قال ابن الفرضي: «كان حافظًا، ضابطًا، لم ألق مثله في الضبط، سمعت منه الكثير بقرطبة، ورحلت إليه إلى إشبيلية مرتين، وروى الناس عنه الكثير، ومات في رمضان سنة ثمان وسبعين وثلاثمائة وله سبع وثمانون سنة». قال صاحب كتاب سير أعلام النبلاء: «وممن روى عنه ولده أبو عمر، وحمام بن أحمد القاضي، وحدث عن القبري، بمصنف ابن أبي شيبة».

## وفاته
توفي ابن الباجي في شهر رمضان سنة 378 هـ، وعمره سبع وثمانون عامًا.